# 范晓冬
范晓冬（1987年3月2日—），是一名中国足球运动员，司职中场。

## 俱乐部生涯
范晓冬出自广东名峰青训体系，2004年12月，广东名峰宣布解散，范晓东被标价10万元，范晓东自费赎身后自由转会加盟中国足球超级联赛球队深圳健力宝。2006赛季，他进入一线队，并在7月12日深圳队主场2比2战平西安国际的比赛第59分钟替补王宏伟出场，上演联赛首秀。 8月19日，他在深圳客场0比5不敌大连实德首次首发出场，最终赛季获得4次出场机会。2007赛季开始，他逐渐成长为球队主力，出场21次，帮助球队成功保级。2008年11月2日，他在深圳上清饮客场2比4不敌长春亚泰的比赛中首开记录，射进职业生涯的首个进球。6天后，他在对阵河南建业再次取得进球，帮助深圳队3比1击败对手。最终范晓冬赛季出场21次打进2球，帮助深圳队再次保级成功。
2009年，范晓冬与队友张野和韩锋一起从深圳队转会到另一支中超球队杭州绿城。 3月22日，他在杭州绿城2比1战胜青岛中能替补阎嵩登场，第一次代表杭州绿城在正式比赛中亮相。该赛季范晓冬大部分时间都是球队的常规替补球员，直到最后几轮的保级生死战才被委以主力身份，但最终杭州绿城仍以联赛第15名的成绩降级。2010赛季，由于广州医药和成都谢菲联卷入假球丑闻被罚降级，杭州绿城得以留在中超，范晓东在赛季初以球队主力身份出战，并在4月10日联赛第三轮杭州绿城1比2不敌上海申花的比赛中射进加盟球队的首个进球。但从第五轮开始，他失去主力身份，之后的比赛基本都是以替补球员出战，此赛季最终出场20次，其中8次首发登场。2011赛季，范晓东再次成为球队主力，并在杭州绿城历史上首次征战亚洲冠军联赛的六场小组赛全部得到出场机会。	